# Mimudea tritalis
Mimudea tritalis là một loài bướm đêm trong họ Crambidae.